# Zostérops à calotte noire
Zosterops atricapilla
Espèce
Synonymes
- Zosterops atricapillus

Statut de conservation UICN

 LC  : Préoccupation mineure
Le Zostérops à calotte noire (Zosterops atricapilla) est une espèce d'oiseaux de la famille des Zosteropidae. Vivant dans les hauteurs de Sumatra et Bornéo, il occupe des forêts très humides où il  se nourrit d'insectes, de fruits et de nectar.

## Dénomination
Le nom Zostérops est issu du grec ζωστήρ (zoster) signifiant "ceinture" et ὤψ (ops) signifiant "oeil", en référence au cercle blanc qui entoure ses yeux. Le qualificatif "à calotte noire" et le nom latin atricapilla (de ater, noir, et capillus, les cheveux) se réfèrent au fait que l'avant de sa tête soit noir ; il ne s'agit cependant pas d'une calotte entière comme pour la Fauvette à tête noire (S. atricapilla).

## Description
Le Zostérops à calotte noire mesure entre 9,5 et 10 cm et pèse entre 8,5 et 11 g. Il est reconnaissable à l'avant de sa tête qui est de couleur noire, avec des dessus vert olive ; sa gorge et sa croupe sont jaunes, tandis que ses dessous sont gris sombre. Son œil est brun-jaune et cerclé de blanc, le cercle étant brisé vers l'avant ; son bec est noir et ses pattes sont grises ou bleues.
La femelle est identique au mâle ; les juvéniles sont plus ternes, et ne possède ni le cercle oculaire blanc, ni la face noire.

## Répartition et habitat

### Répartition
Le Zostérops à calotte noire occupe les montagnes de Sumatra et Bornéo (en particulier le mont Kinabalu, le Gunung Mulu, le mont Patap Batu et les Monts Meratus (en)) ; son aire de répartition est plutôt fragmentée,,.

### Habitat
Il occupe les forêts de montagne, montant parfois dans les prairies jusqu'à 3 000 m d'altitude ; on ne le trouve pas en deçà de 700 m. Il est cependant plutôt rare à haute altitude, notamment en raison de la compétition avec le Zostérops du Japon. Les zones qu'il occupe sont particulièrement humides par rapport aux autres zostérops.

## Écologie et comportement

### Alimentation
Le Zostérops à calotte noire se nourrit principalement d'insectes, de fruits (incluant notamment le gui, les ronces et les figues) et de nectar. Il se nourrit typiquement en groupes allant jusqu'à la douzaine d'individus, parfois en volée mixte avec d'autres espèces.

### Reproduction
Les détails de sa reproduction sont mal connus ; elle aurait lieu entre avril et juin à Sumatra et à partir de mars à Bornéo ; son nid serait fait de racines et construit sur des branches couvertes de mousse.

## Systématique
Le Zostérops à calotte noire a été décrit pour la première fois par Tommaso Salvadori en 1879. Il est aujourd'hui divisé en deux sous-espèces dans la classification de référence du Congrès ornithologique international (16 mars 2024):
- Z. a. atricapilla Salvadori, 1879 : La sous-espèce nominale. Vit dans le centre et le sud de Sumatra et à Bornéo.
- Z. a. viridicatus Chasen, 1941 : Vit dans le nord de Sumatra. Très proche de la sous-espèce nominale à l'exception de la gorge légèrement plus verdâtre.

## Le Zostérops à calotte noire et l'humain

### Conservation
Le Zostérops à calotte noire est considéré comme une "préoccupation mineure" par l'UICN (16 mars 2024), car il est localement très commun, malgré son aire de répartition limitée.